# 池田澄古
池田 澄古（いけだ すみひさ、元禄7年（1694年） - 享保12年10月7日（1727年11月19日））は、江戸時代の武士。池田仲澄の三男。池田吉泰の実弟。通称は二郎四郎、采女、伊織、造酒。官位は従五位下、佐渡守。
元禄7年（1694年）、因幡国鹿奴藩主・池田仲澄の三男として生まれる。享保8年（1723年）、実兄で鳥取藩主となっていた吉泰の養弟となる。同年7月1日、初めて将軍・徳川吉宗に拝謁し、12月18日、従五位下佐渡守に叙任する。同12年（1727年）10月7日、34歳で死去した。